# Braunsapis biroi
Braunsapis biroi är en biart som först beskrevs av Heinrich Friese 1909.  Braunsapis biroi ingår i släktet Braunsapis och familjen långtungebin. Inga underarter finns listade.